# Coely
Coely Mbueno, dite Coely, est une rappeuse et chanteuse de musique urbaine belge, née le 5 janvier 1994 à Anvers.

## Biographie
Coely Mbueno nit à Anvers, en Région flamande, en 1994 de parents congolais. Dès son plus jeune âge, elle commence à chanter dans une chorale d'église dirigée par sa mère. Elle commence à rapper à l'âge de 14 ans, reprenant d'abord Nicki Minaj dans un club de jeunes local. 
Elle a joué en première partie de Kanye West, De La Soul et Kendrick Lamar, et s'est produite dans tous les grands festivals belges et internationaux comme Glastonbury.

## Vie privée
Elle se marie en 2019, et donne naissance à son fils Jabari Jean Becqué le 16 juin 2022.

## Discographie

### Albums studio
- 2016 : Different Waters (8e place de l'Ultratop flamand, la 61e place de l'Ultratop wallon et la 138e place aux Pays-Bas[4],[5])

### EP
- 2013 : RAAH The Soulful Yeah't

### Singles
- 2012 : Ain't Chasing Pavements
- 2013 : Nothing on Me
- 2013 : All I Do
- 2014 : My Tomorrow
- 2016 : Don't Care (no 1 de De Afrekening, hitlist de Studio Brussel[réf. nécessaire])
- 2017 : Wake Up Call
- 2017 : Celebrate
- 2017 : No Way
- 2018 : Hush
- 2023 : Love High

### En tant qu'artiste invité
- More Mess de Kungs (top 20 des hits français[6])
- Magic Carpet de Dvtch Norris

## Distinctions
- 2017 : Music Industry Awards : catégorie Solo Woman Award, et Urban Award ;
- 2017 : Chanteuse belge de l'année au sondage pop de l'hebdomadaire Humo[7] ;
- 2018 : Prix Ultima pour la musique du Ministère flamand de la culture ;
- 2018 : Music Industry Awards : nommée dans la catégorie Femme solo et dans la catégorie urbaine.